# سانتا أولالا دي بيوريبا
بلدية سانتا أولالا دي بيوريبا (بالإسبانية: Santa Olalla de Bureba)‏, هي إحدى بلديات مقاطعة برغش, التي تقع في منطقة قشتالة وليون, والتي تقع في شمال غرب إسبانيا.
يبلغ عدد سكانها 40 نسمة وفقاً لإحصائية سنة (2002).